# Klaas Breeuwer
Klaas Jan Breeuwer (Zaandam, 25 november 1901 – Haarlem, 25 april 1961) was een Nederlands voetballer die als aanvaller speelde. Hij nam eenmaal deel aan de Olympische Spelen, maar won bij die gelegenheid geen medailles.
Breeuwer speelde achtereenvolgens voor ZVV, Haarlem (1923-25), ZVV (1925-26), ZFC (1926-1929) en ten slotte opnieuw Haarlem, waarmee hij in 1932 kampioen werd in de tweede klasse. Voor Haarlem maakte hij in 91 wedstrijden 85 doelpunten. Hij speelde eenmaal in het Nederlands voetbalelftal. Breeuwer speelde als basisspeler in de eerste wedstrijd om de bronzen medaille op de Olympische Zomerspelen in 1924 tegen Zweden. Omdat deze wedstrijd na verlenging een 1-1-eindstand kende, werd er een dag later een replay gespeeld. Daarin speelde Breeuwer niet en Nederland verloor met 3-1.
In 1929 trouwde hij met Jopie Koopman die in 1929 de eerste Miss Holland werd.